# Pomaderris
Pomaderris ist eine Gattung aus der Familie der Kreuzdorngewächse (Rhamnaceae). Sie ist in Australien und Neuseeland heimisch und umfasst über 40 Arten.

## Beschreibung
Pomaderris sind immergrüne, unbewehrte Sträucher oder vielstämmige Bäume mit einer Wuchshöhe von bis zu zehn Metern. Die wechselständig angeordneten Blätter sind an ihrem Rand deutlich eingerollt.
Die Blüten stehen in doldenförmigen kleinen Zymen entweder als endständige Trauben oder Rispen, gelegentlich als kopfige Büschel, selten als Einzelblüten. Ein Blütenbecher fehlt, der sehr dünne Diskus ist kranzförmig und kann fehlen, Kronblätter können fehlen.
Der Fruchtknoten ist halbunterständig, die Teilfrüchte öffnen sich seitlich.

## Verbreitung und Systematik
Pomaderris sind heimisch in Australien und Neuseeland. Die Gattung wurde 1804 von Jacques Julien Houtou de Labillardière erstbeschrieben. Innerhalb der Kreuzdorngewächse wird sie in die Tribus Pomaderreae eingeordnet. Die Gattung umfasst über 40 Arten, darunter die gelegentlich als Zierstrauch verwandte Pomaderris aspera sowie die Typusart Pomaderris elliptica.

## Nachweise
1. 1 2 3 4  D. Medan, C. Schirarend: Rhamnaceae In: Klaus Kubitzki (Hrsg.): The Families and Genera of Vascular Plants - Volume VI - Flowering Plants - Dicotyledons - Celastrales, Oxalidales, Rosales, Cornales, Ericales, 2004, S. 332, ISBN 978-3-540-06512-8